# Maia Open
O Maia Open é um torneio de tênis que faz parte da série ATP Challenger Tour desde 2019 e realizado nas quadras de saibro do Complexo de Ténis da Maia, em Maia, região metropolitana do Porto, Portugal.
Em 2021, duas edições da competição foram realizadas em sequência, nas semanas de 6 a 12 e de 13 a 19 de dezembro.

## Edições

### Simples (I)
| Ano  | Campeão              | Vice-Campeão         | Placar        | Ref.  |
| ---- | -------------------- | -------------------- | ------------- | ----- |
| 2023 | Nuno Borges          | Benoit Paire         | 6-1, 6-4      | [ 3 ] |
| 2022 | Luca van Assche      | Maximilian Neuchrist | 3-6, 6-4, 6-0 | [ 4 ] |
| 2021 | Geoffrey Blancaneaux | Chun-hsin Tseng      | 3-6, 6-3, 6-2 | [ 5 ] |
| 2020 | Pedro Sousa          | Carlos Taberner      | 6-0, 5-7, 6-2 | [ 6 ] |
| 2019 | Jozef Kovalik        | Constant Lestienne   | 6-0, 6-4      | [ 7 ] |

### Duplas (I)
| Ano  | Campeões                      | Vice-Campeões                               | Placar           | Ref.   |
| ---- | ----------------------------- | ------------------------------------------- | ---------------- | ------ |
| 2022 | Julian Cash Henry Patten      | Nuno Borges Francisco Cabral                | 6-3, 3-6, [10-8] | [ 8 ]  |
| 2021 | Nuno Borges Francisco Cabral  | Andrej Martin Gonçalo Oliveira              | 6-3, 6-4         | [ 9 ]  |
| 2020 | Zdenek Kolar Andrea Vavassori | Lloyd Glasspool Harri Heliovaara            | 6-3, 6-4         | [ 10 ] |
| 2019 | Andre Begemann Daniel Masur   | Guillermo García López David Vega Hernández | 7-6(7-2), 6-4    | [ 11 ] |

### Simples (II)
| Ano  | Campeão         | Vice-Campeão | Placar        | Ref.   |
| ---- | --------------- | ------------ | ------------- | ------ |
| 2021 | Chun-hsin Tseng | Nuno Borges  | 5-7, 7-5, 6-2 | [ 12 ] |

### Duplas (II)
| Ano  | Campeões                     | Vice-Campeões                   | Placar   | Ref.   |
| ---- | ---------------------------- | ------------------------------- | -------- | ------ |
| 2021 | Nuno Borges Francisco Cabral | Piotr Matuszewski David Pichler | 6-4, 7-5 | [ 13 ] |